# Сава (Тихомиров)
Архієпископ Сава (в миру Іван Михайлович Тихомиров, *15 березня 1819 село Палех, В'язниковський повіт, Володимирська губернія — †18 вересня 1896) — єпископ Російської Православної Церкви; з 23 квітня 1879 року єпископ (з 20 квітня 1880 архієпископ) Тверський і Кашинський. Церковний археолог.

## Біографія
Народився сиротою. Жив із матір'ю на її батьківщині — в селі Гориці, Шуйського повіту, у брата диякона.
В 1827 році поступив в Шуйське духовне училище, де хлопець, що не мав прізвища, отримав прізвище свого двоюрідного брата — Тихомиров.
В одинадцять років став круглим сиротою, втративши 14 березня 1830 матір, що померла від застуди. Жив на казенному утриманні (60 рублів на рік). Перейшов на навчання до семінарії.
При закінченні семінарського курсу небезпечно захворів, що завадило йому відразу ж вступити до духовної академії. Пошуки уроків і священницьких вакансій були безуспішні. Влаштувався на посаду доглядача в семінарській лікарні за два карбованці на місяць, з правом жити при лікарні і користуватися столом.
18 січня 1842 року був висвячений у диякони, а 25 січня — у священника при Муромському соборі; також зайняв посаду викладача в Муромському духовному училищі.
Овдовівши в 1845, в наступному році вступив до Московської академії.
1 жовтня 1848 року, в день Покрови Пресвятої Богородиці (престольне свято академічного храму) і на пам'ять преподобного Сави Вішерського, ректором Академії архімандритом Алексієм (Ржаніциним) був пострижений в чернецтво з ім'ям Сава.
У 1850 році закінчив академічний курс зі ступенем магістра богослов'я і з обрання митрополита Московського Філарета (Дроздова) був призначений синодальним ключарем, після чого присвятив більшу частину своєї діяльності церковній археології.
18 травня 1859 року був призначений ректором Московської духовної семінарії, змінивши на посаді архімандрита Сергія (Ляпидевського), хіротонізованого на єпископа Курського.
21 січня 1861 визначенням Святішого Синоду був призначений ректором Московської духовної академії.
4 листопада 1862 року у Великому Успенському соборі хіротонізований на єпископа Можайського, другого вікарія Московської єпархії, ставши першим єпископом з таким титулом за відновлення вікаріатства (в межах Московської єпархії).
Послідовно був єпископом: Можайським, Полоцьким, Харківським і архієпископом Тверським.

## Праці
Головні його вчені праці:
- (рос.)«Палеографические снимки с греческих и славянских рукописей Московской синодальной библиотеки VI—XVII в.» (М., 1863; містить 62 знімки на 8 таблицях, що представляють слов'янські шрифти різних століть) і
- (рос.)«Указатель для обозрения московской патриаршей ризницы» (в 4 вид. 1864 р. XV таблиць малюнків різних старожитностей; в 3-му виданні — пояснювальний словник). Інші праці його:
- (рос.)«Собрание мнений и писем московского митрополита Филарета» (М., 1884-88),
- (рос.)«Воспоминание о Леониде архиепископе Ярославском» (1877),
- (рос.)«Письма митрополита Филарета Московского к Высочайшим особам русского царствующего дома и к другим высокопоставленным лицам» (1888),
- (рос.)«Речи преосвященного Саввы» (1892),
- (рос.)«Сборник писем духовных лиц XVIII в. к преосвященному Арсению Верещагину» (1893).
- (рос.)«Записки» преосв. Сави, розпочаті в 1876 р.